# Повстяники
Ва́лянки (або валянці, повстяки́) — теплі повстяні чоботи зі зваляної (тобто виготовленої валянням) овечої (зазвичай) вовни; частіше їх роблять твердими, але бувають і м'якими, — тоді вдягаються під інше взуття. Повстяники — це традиційне російське взуття, яке в морозну зимову погоду носять для ходіння по сухому снігу.

## Опис, виготовлення, різновиди
Процес виготовлення повстяників є доволі тривалим і вимагає певних навичок. У кустарному виробництві за сировину для виготовлення валянок зазвичай править овеча вовна (так звана літнина) або клапті, які знімають з овець влітку. Спочатку її звільняють від домішок (травинок, колючок) і розбивають, перетворюючи на м'яку і пухнасту масу. Чим більше у валянках цієї самої літнини, тим вони м'якіші. З розпушеної вовни ліплять майбутню модель, ретельно стежачи за тим, щоби стінки валянка вийшли однакової товщини. Там, де стінки виявлялися тоншими, їх латали, додавали тонкі вовняні латки.
Після того, як формується безшовна модель майбутнього валянка, її накручують на качалку, що має вигляд чотиригранної палиці, і довго валяють, розгортають або катають. Звідси ще одна назва взуття, поширена в Сибіру — катанки або катанці. Процес катання чергують з вимочуванням — для більшого ущільнення та усадки вовни.

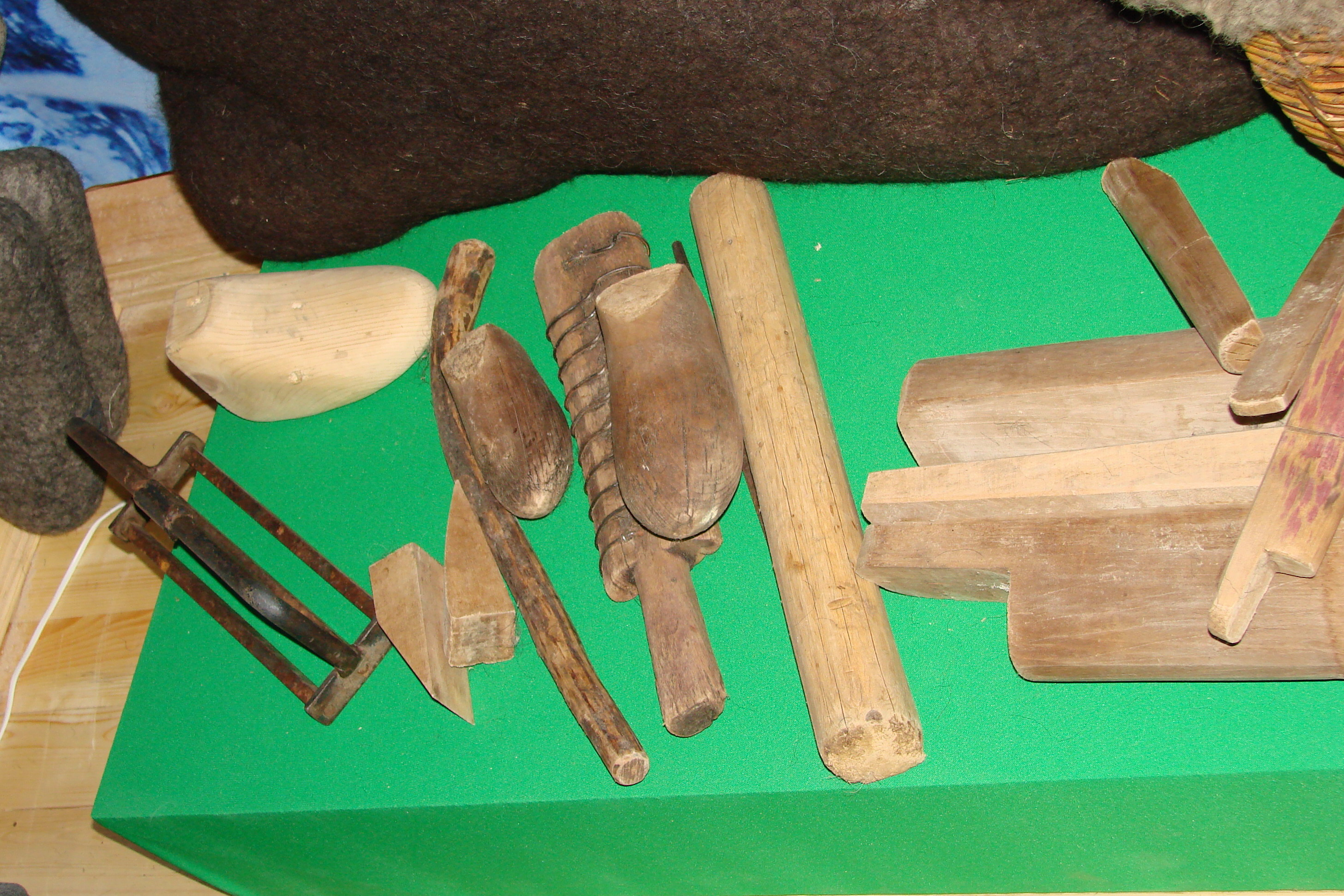
Приладдя для виготовлення валянків вручну, виставка-ярмарок «Свій дім» (м. Вологда, РФ), жовтень 2010.

Лише після такої процедури повстяний чобіт надягають на розбірну дерев'яну колодку і виправляють дерев'яною колотівкою. Потім поверхню валянка труть пемзою і ставлять у піч для просушування. Для остаточної обробки висушений валянок ще раз натирають пемзою або дерев'яним бруском.
Крім цієї звичайної технології існувало безліч різноманітних таємниць виготовлення повстяників. Так, для чорніння повсті застосовували галун, мідний купорос і синій сандал, а для освітлення майстер використовував білила, змішані з парним молоком. Отриману суміш втирали до сухості в повсть і ставили в слабо натоплену піч «на вільний дух».
Традиційно повстяники бувають коричневого, чорного, сірого, і білого кольору, але останніми роками, за замовленням споживачів випускаються валянки найрізніших кольорів (червоні, сині, фіолетові та інші). Також з валянками дотепер проводять найрізноманітніші експерименти — їх полірують, шліфують і навіть лакують, попередньо просочивши повсть столярним клеєм. Щоб домогтися водостійкості, використовують каучук, розчинений у бензині. Оздоблення і форми валянок також можуть значно варіюватися — тут і вишивка, і аплікація, а останнім часом навіть стрази і різнокольорове пір'я екзотичних птахів.
Повстяники зношуються найшвидше знизу, тому для боротьби з цим взуття часто підшивають шкірою або іншим міцним матеріалом. З цією ж метою і проти намокання носяться з калошами. Для захисту від намокання використовують гумову підошву; є також повстяники з пришивною на клею підошвою і литою підошвою.

## Історія
Вважається, що прообразом повстяників були традиційні повстяні чоботи кочівників Великого Степу, історія яких налічує понад 1,5 тисяч років. В Україні повстяники виготовляли народи степу сколоти (скіфи). Прототип повстяників бачимо на вазі з кургану Куль-Оба з V ст. до Р. Х. (Крим). Повсть у зв'язку зі своїми природними властивостями була доволі популярним матеріалом для утеплення, зокрема при будівництві традиційного житла степовиків — юрт.
Перші валянки, як вважають історики костюма, з'явилися в Семенівському повіті Нижньогородської губернії лише в самому кінці XVIII століття. Раніших відомостей про їх існування не вдалося простежити ані за етнографічними даними, ні за історичними документами.

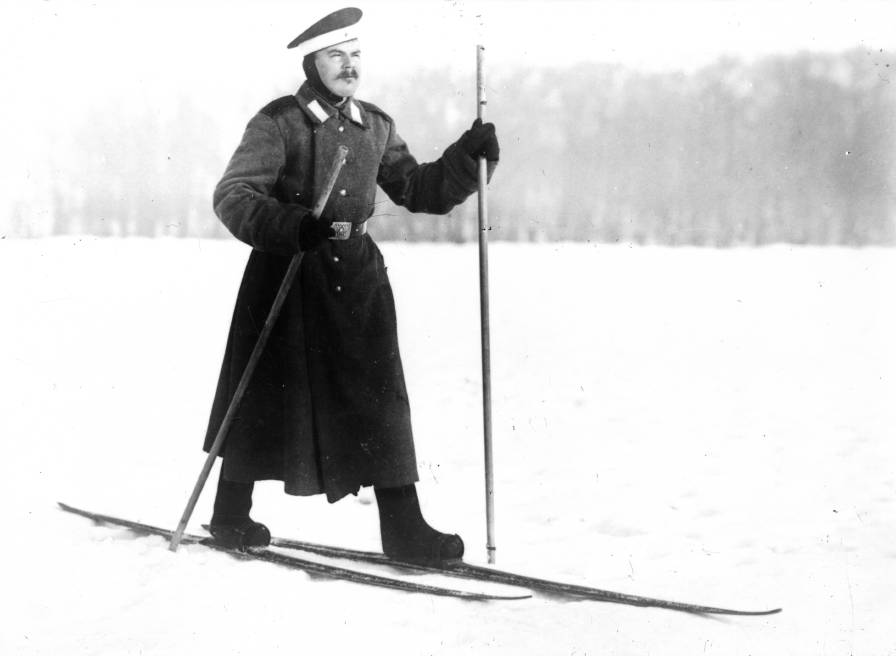
Російський солдат на лижах і у валянках, початок ХХ століття

Повстяники набули широкого розповсюдження лише в 1-й половині XIX століття, коли їх почали виготовляти промисловим способом. Доти вони були досить коштовними і їх могли собі дозволити лише заможні люди. Ускладнення потреб, зростання впливу міських настроїв на село зумовили зміну личаків валяними чобітьми, а в той же час і широкий розвиток валяльно-катального виробництва.
До революції (1917) виробництво повстяників у царській Росії було зосереджено в Семеновському повіті Нижньогородської губернії, в Кинешемському повіті Костромської губернії і в селі Кукмор Казанській губернії. Так, у 1900 році на «чобото-валяльних фабриках» Росії було вироблено 1,4 млн пар валянок на суму 2,1 млн рублів. У 1900 році пара валянок коштувала 1,5 рубля, в 1912 році — 2 рублі, в кінці 1916 року спекулятивна ціна доходила до 12-18 рублів за пару. Від середини XVIII століття осередком валяльного промислу була також Ярославська губернія, що було зумовлене розквітом місцевого вівчарства, шерсть Романовської породи овець є найкращою сировиною для виробництва валянок, оскільки вирізняється високою «вялянозданістю». У 1904 році в Ярославській губернії, зокрема, було засновано найбільше (на той момент) підприємство з виробництва повстяників — чоботоваляльний завод І. С. Кашина (зараз Ярославська фабрика валяного взуття).
Повстяники стали менш популярними в місті за останні десятиліття через перетворення центральноросійських зим на м'які та сльотаві, відтак валянки замінило легше і вологостійке взуття. Повстяники ж почали асоціюватися з традиційним сільським стилем одягу. Подеколи в російських містах (доволі поширено на Півночі) валянки носять зазвичай маленькі діти, або їх надягають і дорослі, і діти в морозяну погоду, коли інше взуття слабо рятує від холодів. Проте і донині (2000-ні) російські валянки лишаються практично незамінним взуттям у суху морозну зиму на російській Півночі, зокрема Крайній для людей, чиї професії пов'язані зі значним перебуванням просто неба або на холоді — нафтовиків, газовиків, залізничників. Повстяники також входять у норми постачання теплими речами і спорядженням начальницького і рядового складу внутрішньої служби Збройних сил Росії.

## Валянки в культурі

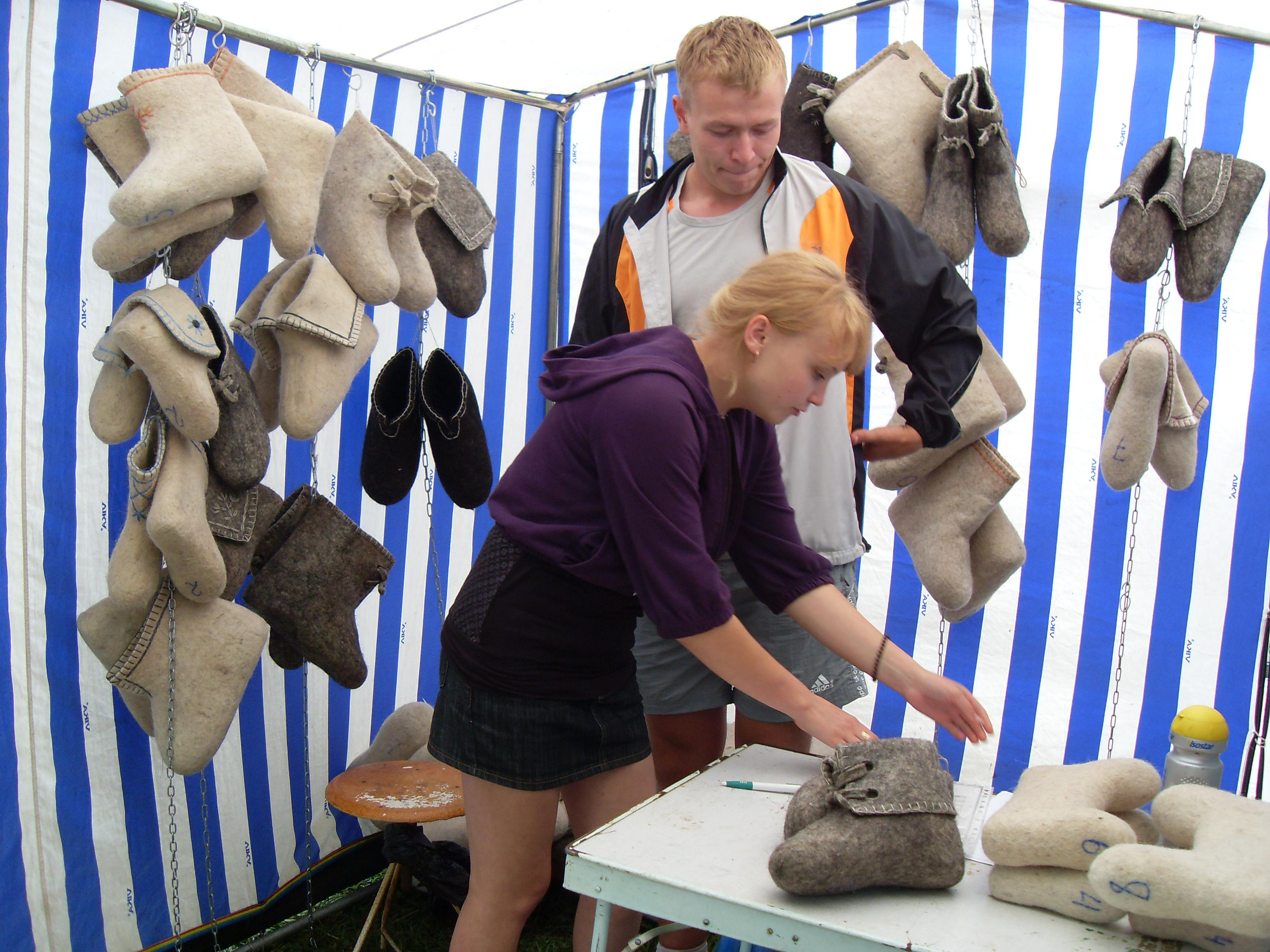
Ятка з валянками на Фестивалі Козьми Пруткова, липень 2009

Валянки міцно вкарбувалися як один із символів російського побуту (власне суто російське зимове взуття) в загальну свідомість, як росіян, так і народів-сусідів, у тому числі українців. Отже, майже не виникає сумнівів у їхньої прадавності і споконвічності. Однак історична «давнина» валянок є очевидним, але водночас дуже поширеним, хибним уявленням.

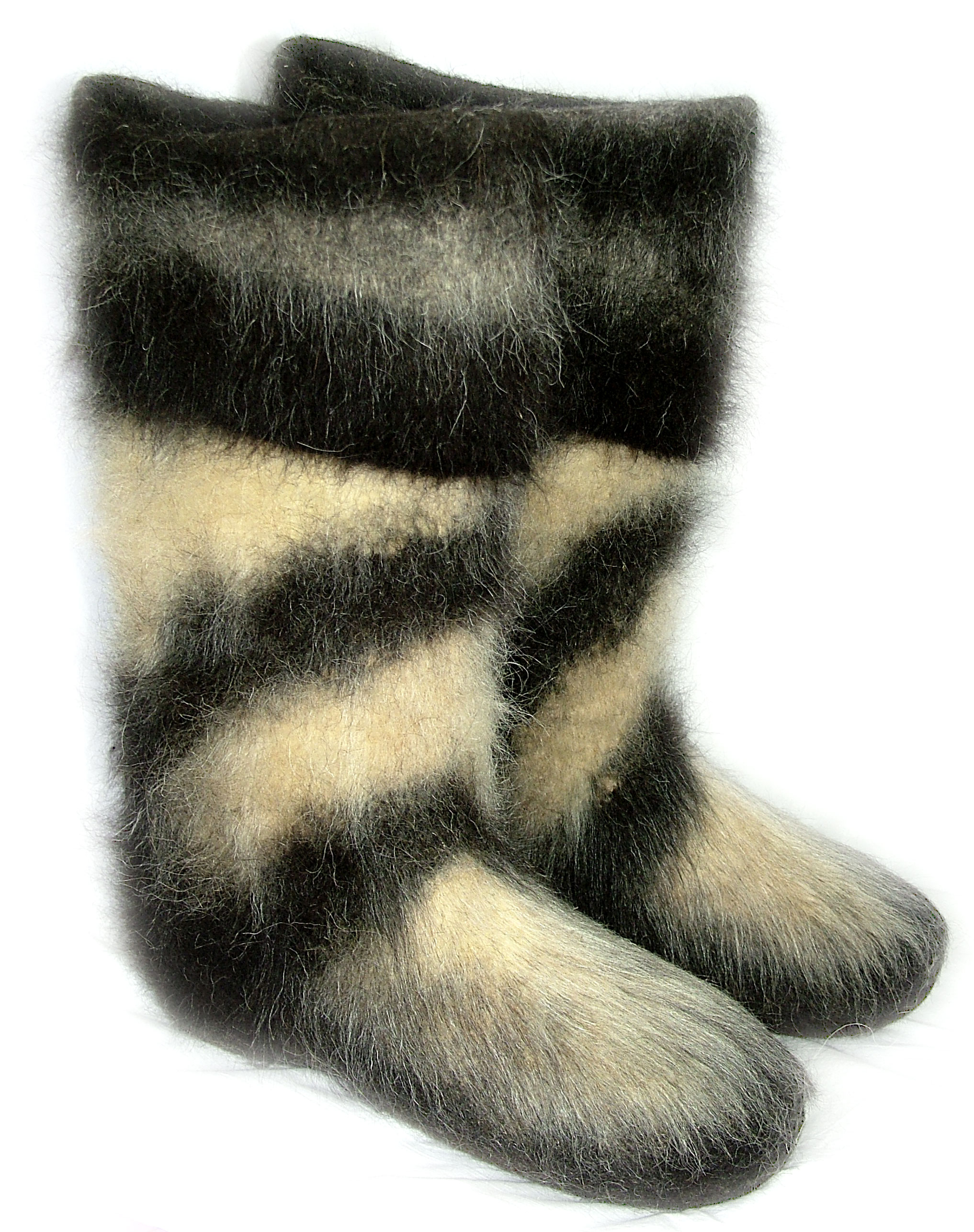
«Елітні» верблюжі валянки

Втім, на розповсюдженості цієї помилки про «старожитність» повстяників, як у народній (фольклорі, зокрема в пісенному — див. наприклад, пісня «Валенки»), так і у вторинній (професійній) російській культурі, це майже не позначилось. Так, валянки дуже і дуже часто згадують в історичних романах, що оповідають про часи, наприклад Дмитра Донського («Семен Гордий» Дмитра Балашова) або Петра I («Петро I» Олексія М. Толстого). Валянки можна побачити на картині художника Б. Ф. Йогансона, який зобразив Микиту Демидова — колоритну постать засновника уральських заводів початку XVIII століття, що на полотні взутий у білі валянки, які, втім, дуже нагадують бурки радянської номенклатури.
У сучасній Росії валянки піддалися опоетизуванню і навіть музеєфікації. Так, у столиці Росії Москві існує музей «Російські валянки», розташований у Замоскворіччі: у його експозиції представлено понад 300 експонатів, серед яких можна побачити повстяні костюми, інструменти ремісників-валяльників, а також справжню чесальну машину (для обробки вовни), випадково знайдену на горищі сільського будинку. Головну ж частину колекції, звісно, складають валянки — найрізноманітніших форм і забарвлень. Нещодавно подібний музейний заклад валянок відкрили також і в місті Мишкіні Ярославської області. Валянки — частий атрибут різноманітних народних святкувань (подеколи навіть літніх), це колоритний сувенір на згадку про Росію для іноземних туристів. До певної міри робляться раз-по-раз спроби спровокувати моду на валянки — так існують дизайнерські валянки, наприклад з коштовними оздобами чи з дорогої вовни, зокрема верблюжачої.

## Цікаві факти
- Згідно зі «Словарем української мови» Бориса Грінченка, наприкінці XIX — початку XX століття в українській мові «валєнками» називали червоні суконні штани[8].
- Житель Башкортостану на Новий рік (2010) зваляв повстяник-велетень 130-го розміру[9].
- Лінію Russy Valenki випускає італійський взуттєвий бренд «Judari», який заснували в Мілані у 2005 році дві студентки Московської академії дизайну[10].